# 마녀의 산 2
마녀의 산 2(Return From Witch Mountain)는 미국에서 제작된 존 후프 감독의 1978년 가족, 모험, SF, 판타지 영화이다. 베티 데이비스 등이 주연으로 출연하였고 제롬 코트랜드 등이 제작에 참여하였다.

## 출연

### 주연
- 베티 데이비스
- 크리스토퍼 리
- 킴 리처즈

### 조연
- 이크 아이슨먼
- 잭 수
- 안소니 제임스
- 딕 바컬리언
- 워드 코스텔로

## 제작진
- 미술: 존 B. 맨스브리지
- 의상: 척 킨
- 의상: 에밀리 선드비